# Khwae Noi
Il Khwae Noi è un fiume che scorre nella Thailandia. La sua sorgente è ad est del fiume Saluen vicino al confine con la Birmania.
Il fiume è noto grazie al romanzo Il ponte sul fiume Kwai da cui poi è stato tratto l'omonimo film, vincitore di sette premi Oscar. Inoltre il fiume è stato il set del film Il cacciatore di Michael Cimino.